# Moreton (South Oxfordshire)
Moreton – przysiółek w Anglii, w Oxfordshire. Leży 1,7 km od miasta Thame, 18,4 km od Oksfordu i 67,4 km od Londynu. W latach 1870–1872 miejscowość liczyła 215 mieszkańców.